# Antonio Albanese (schermidore)
Antonio Albanese (Milano, 5 dicembre 1937 – Bergamo, 16 giugno 2013) è stato uno schermidore italiano, specializzato nella spada. È stato attivo sulla scena internazionale negli anni 1960.

## Biografia
Con la Nazionale italiana ha partecipato, gareggiando nella specialità della spada, alle Universiadi di Sofia nel 1961 e a quelle di Budapest nel 1965, ai Campionati del mondo di Mosca nel 1967 e alle Olimpiadi di Città del Messico nel 1968. Nel corso della rassegna olimpica ha gareggiato nel torneo a squadre che ha visto l'Italia classificarsi al sesto posto.